# Super Bowl XXXIV
Der Super Bowl XXXIV war der 34. Super Bowl, das Endspiel der Saison 1999 der National Football League (NFL) im American Football. Im Georgia Dome von Atlanta besiegte der Meister der National Football Conference (NFC), die St. Louis Rams, am 30. Januar 2000 den Meister der American Football Conference (AFC), die Tennessee Titans mit 23:16. Super Bowl MVP wurde der Quarterback der Rams, Kurt Warner. Das Spiel ist für sein dramatisches Ende bekannt, in dem im letzten Spielzug Linebacker Mike Jones den Wide Receiver der Titans, Kevin Dyson, ein Yard vor der Endzone tackeln konnte und somit den Sieg für die Rams sicherte.

## Überblick
Die St. Louis Rams hatten in der regulären Saison 13 der 16 Saisonspiele gewonnen. Prunkstück des Teams aus Missouri war ihre starke Offense („The Greatest Show on Turf“) um Quarterback Kurt Warner, dem amtierenden Most Valuable Player. Warner erzielte 4.353 Yards Raumgewinn und warf 41 Touchdowns. Unterstützt wurde er vor allem von Runningback Marshall Faulk, der zwölf Touchdowns und 2.429 Scrimmage-Yards Raumgewinn verbuchte. In den NFC-Playoffs wurden erst die Minnesota Vikings mit 49:37 und dann die Tampa Bay Buccaneers mit 11:6 besiegt.
Die Tennessee Titans gewannen ebenfalls 13 Saisonspiele. Da in ihrer Division die Jacksonville Jaguars ein Spiel mehr gewonnen hatten, mussten die Titans zuerst ins AFC-Wildcard-Match, wo sie knapp die Buffalo Bills mit 22:16 besiegten, und dann nacheinander die Indianapolis Colts mit 19:16 und die Jaguars mit 33:14 ausschalteten. Das Team aus Nashville zeichnete sich durch seine harte Defense um Linebacker Eddie Robinson aus, die lediglich 5.056 Yards Raumgewinn und nur 242 Punkte für den Gegner zuließen. Die Offense um Quarterback Steve McNair und Runningback Eddie George galt als unspektakulär, aber effektiv.

## Spielverlauf
Im ersten Drive konnte Kurt Warner die Rams bis an die gegnerische 17-Yard-Linie führen, doch der Field-Goal-Versuch von Kicker Jeff Wilkins scheiterte, da dem als Ballhalter eingeteilten Mike Horan der Snap misslang. Anschließend warf McNair die Titans bis an die 32-Yard-Linie, doch Titans-Kicker Al Del Greco verschoss einen Field Goal-Versuch aus 47 Yards. Die Halbzeit wurde von beiden Verteidigungsreihen dominiert: bis zur Pause wurde jede (!) Angriffsserie der Titans ohne erstes Down beendet. Die Rams gelangten insgesamt vier Mal innerhalb der 30-Yard-Linie: ein Touchdown wurde nicht erzielt, dafür schoss Wilkins drei Field Goals zum Halbzeitstand von 9:0. Die Titans beendeten die erste Hälfte ohne Punktgewinn und mit lediglich 89 Yards Raumgewinn.
In der zweiten Halbzeit warf Warner den ersten Touchdown des Spieles auf Wide Receiver Torry Holt, und nach einem erfolgreichen Point-After-Touchdown (PAT) von Wilkins führte St. Louis mit 16:0. Tennessee-Quarterback McNair leitete einen langen Drive bis an die 2-Yard-Linie ein, den Runningback Eddie George zum Touchdown vollendete. Da die anschließende Two-Point Conversion scheiterte, führten die Rams noch mit 16:6. Nachdem die Rams keinen ersten Down zustande brachten, führte McNair einen zweiten langen Drive an, den wieder George zum zweiten Touchdown vollendete: nach einem erfolgreichen PAT von El Greco lagen die Titans nur noch drei Punkte (16:13) zurück. Nach einem abermaligen Drive konnte Del Greco ein Field Goal zum Ausgleich (16:16) treten.
2:12 Minuten vor Schluss warf Warner einen langen Pass auf Wide Receiver Isaac Bruce, der aus 73 Yards in die Endzone lief: nach einem erfolgreichen PAT von Wilkins stand es 23:16 für St. Louis. Nach dem Kickoff bekam Tennessee den Football an der eigenen 12-Yard-Linie zurück, und McNair führte einen Drive an, der die Titans sechs Sekunden vor dem Ende an die 10-Yard-Linie der Rams führte. Für den letzten Spielzug entschied sich McNair für einen „Sliver Right“, einen Wurfspielzug, in dem Titans-Tight End Frank Wycheck den Weg für seinen Receiver Kevin Dyson freiblockte. McNairs Wurf war erfolgreich, aber Dyson wurde kurz vor der Endzone von Rams-Linebacker Mike Jones getackelt. Im Fallen versuchte Dyson, den Arm mit dem Football in die Endzone zu strecken, kam aber buchstäblich ein Yard zu kurz („One yard short“). Zum Super Bowl MVP wurde Rams-Quarterback Warner gewählt.
Jones' Tackle wurde von ESPN zum „zweitgrößten Super-Bowl-Moment aller Zeiten“ gewählt und gilt in den USA als einer der dramatischsten Sportmomente überhaupt. Dyson meinte später, dass er gehofft hatte, Jones' Tackling brechen zu können, aber der „einfach seinen Job gemacht hätte.“ (When he (Jones) got his hands on me, I thought I was going to break the tackle… But he got my foot, tripped me up and wrapped up nice. That's what he's supposed to do. That's his job.)

## Nachweise
1. ↑  "Super Bowl XXXIV live in Sat.1 "
2. ↑  1999 St. Louis Rams, pro-football-reference.com.
3. ↑  1999 Tennessee Titans, pro-football-reference.com.
4. ↑  100 Greatest Super Bowl Moments, ESPN.com.
5. ↑  The most Super of stops, ESPN.com.
6. ↑  Rams win Super Bowl with game-ending tackle, ESPN.com.